# Aromas (comuna suprimida)
Aromas era una comuna francesa situada en el departamento de Jura, de la región de Borgoña-Franco Condado, que el uno de enero de 2017 fue suprimida al fusionarse con la comuna de Villeneuve-lès-Charnod, y formar la comuna nueva de Aromas.

## Demografía
| Gráfica de evolución demográfica de Aromas entre 1800 y 2013 |
|                                                              |

Los datos demográficos contemplados en este gráfico de la comuna de Aromas se han cogido de 1800 a 1999 de la página francesa EHESS/Cassini, y los demás datos de la página del INSEE